# Mao Mao e gli eroi leggendari
Mao Mao e gli eroi leggendari (Mao Mao: Heroes of Pure Heart) è una serie televisiva animata statunitense del 2019, creata da Parker Simmons.
La serie è basata sul cortometraggio indipendente I Love You Mao Mao, che Simmons aveva inizialmente prodotto per l'annuale 5-Second Day di Titmouse Inc. nel 2014 e successivamente pubblicato su Newgrounds.
La serie viene trasmessa negli Stati Uniti su Cartoon Network dal 1º luglio 2019. Un adattamento italiano viene trasmesso su Cartoon Network in anteprima il 6 gennaio 2020 con i primi due episodi, riprendendo poi dal 13 gennaio.

## Trama
La serie è incentrata sulle avventure dello sceriffo gatto Mao Mao. Durante una delle sue avventure, rimane bloccato nella cittadina di Valle del Cuore Puro con il suo aiutante Cybertasso e incontra Adorabat, un simpatico pipistrello. Insieme, i tre intraprendono avventure per proteggere i cittadini dalle forze del male.

## Episodi
| Stagione       | Episodi | Prima TV USA | Prima TV Italia |
| -------------- | ------- | ------------ | --------------- |
| Prima stagione | 40      | 2019-2020    | 2020            |

## Personaggi e interpreti

### Personaggi principali
- Mao Mao (stagione 1), voce originale di Parker Simmons, italiana di Alessandro Budroni.

È un gatto nervoso, ma di buon cuore, che rimane bloccato nella valle del cuore puro, dove trascorre il suo tempo ad aiutare i cittadini. È eroico e capace, ma delle volte è leggermente narcisista. Tuttavia, mette gli altri davanti a sé e si prende cura del benessere dei suoi amici e della gente della Valle del cuore puro. Gran parte delle sue insicurezze personali derivano da una vita trascurata dalla sua eroica famiglia. 
Mao Mao originariamente aveva una coda, ma l'ha persa durante un'avventura con il suo partner originale, Bao Bao, mentre scappava da un mostro. Lui e il suo attuale partner, Cybertasso, vivono insieme in una casetta e crescono insieme Adorabat. Brandisce una katana (spada) dorata che produce una luce intensa che ha chiamato "Geraldina". Mentre con Cybertasso si dirigeva a combattere con i Pirati del cielo, Mao Mao si imbatte con il suo areociclo nel Rubino del Cuore puro rovinandolo. Di conseguenza la barriera protettiva che nascondeva la valle ai mostri cessa di esistere. Nel primo episodio "Ti voglio bene Mao Mao" lui e Cybertasso con l'aiuto di Adorabat sconfiggono un mostro che minacciava il regno. Mao Mao decide di rimanere nella Valle del Cuore puro dopo essere stato nominato sceriffo del posto insieme ai sioi amici. In alcuni episodi lo si vede mentre fa delle multe a dei cittadini. 
- Cybertasso (in originale: Badgerclops) (stagione 1), voce originale di Griffith Kimmins, italiana di Gabriele Lopez.

Un tasso bianco e marrone. Si sa che era un cattivo, ma il suo incontro con Mao Mao non è descritto bene dai due, perché ognuno tende a descriverlo come vuole. Gentile, tenero, goloso e appassionato di videogiochi. Ha un braccio robotico al posto di quello destro, e combatte con dei cannoni laser, è anche molto forte e robusto. Gli piace abbracciare i pasticcini (abitanti del regno) ed è molto amico di Mao Mao e Adorabat, anche se con Mao Mao a volte litiga. Detiene la carica di vice sceriffo insieme ad Adorabat.
- Adorabat (stagione 1), voce originale di Lika Leong, italiana di Emanuela Ionica.

Un pipistrello blu. È ancora una bambina che frequenta l'asilo. Ha perso la madre da piccola, quando essa ha cercato di difenderla da un mostro. Ha ancora un padre che la ritroverà nell'episodio "Signor Adorabat", ma nonostante la voglia tenere con sé chiusa in casa capisce che Adorabat sa cavarsela da sola ed è protetta dai suoi amici. È temeraria, ha sete di avventura, è appassionata di videogiochi e ama giocarci con Cybertasso. Dimostra talento artistico e anche nel gioco di prestigio. A volte ha degli atteggiamenti un po' inquietanti e insani e ha l'abitudine di lasciare la muta in giro. Prima dell'arrivo di Mao Mao si annoiava, perché aveva già il desiderio di combattere i mostri. Si comporta da prepotente nei confronti dei compagni di classe e li comanda a bacchetta, questo solo in un episodio, l'unico in cui si dice che Adorabat va all'asilo. Aiutò Mao Mao e Cybertasso nella lotta con i Pirati del cielo. 
Fu nominata ufficialmente membro del Dipartimento dello sceriffo con la carica di vice sceriffo, anche se Mao Mao a volte la chiama solo agente.
Il suo sogno è di diventare come Mao Mao, un eroe leggendario, e lo segue ovunque. Tiene molto ai suoi amici, che prendono la funzione anche di educatori di vita per lei.

### Personaggi secondari
- Re Rosa Criniera XXV (in originale: King Snugglemagne the 25th), voce originale di Parker Simmons, italiana di Ivan Andreani.

È il re della Valle del Cuore puro. Viziato, gentile, competitivo e amante del buon cibo. Ha nominato Mao Mao e i suoi amici poliziotti della Valle per difenderla dai mostri. Vive in un grande castello, con dei tenebrosi sotterranei in cui si rifugia per suonare il clavicembalo. Ama essere al centro dell'attenzione, e deciderà di provare a fare lo sceriffo per essere apprezzato dal suo popolo. Nonostante il suo goffo comportamento è educato.
- Pinky, voce originale di Christopher McCulloch.

È un maialino rosa con un corno sul naso e un cuore disegnato sulla pancia. È cattivo e ama fare i dispetti agli altri pasticcini. Viene spesso multato da Mao Mao e gli altri agenti. In realtà, si rivela incapace di fare il malvagio in quanto a a cuore i suoi amici e anche per la sua goffaggine.
- Cluckins, voce originale di Christopher McCulloch, italiana di Alberto Franco.
- Shin Mao, voce originale di Clancy Brown, italiana di Gabriele Tacchi.

## Produzione

### Ideazione e sviluppo
Il 20 maggio 2019, Cartoon Network ha annunciato di aver cominciato la produzione di Mao Mao per una serie completa, insieme a Tig n' Seek (originariamente intitolato, Tiggle Winks). Il 28 giugno sono stati pubblicati otto episodi sull'app, sul sito ufficiale e sul video on demand di Cartoon Network.
L'episodio Il ritorno di Bao Bao è basato sull'omonimo episodio pilota. Secondo Parker Simmons, le uniche differenze sono l'estensione della durata fino a 11 minuti, una storia più completa e l'inserimento di uno spazio temporale.

## Distribuzione

### Trasmissione internazionale
| Paese       | Lingua   | Canali                   |
| Paese       | Lingua   | Prima TV                 |
| ----------- | -------- | ------------------------ |
| USA         | Inglese  | Cartoon Network          |
| Italia      | Italiano | Cartoon Network          |
| Francia     | Francese | Cartoon Network          |
| Spagna      | Spagnolo | Cartoon Network          |
| Regno Unito | Inglese  | Cartoon Network          |
| Canada      | Inglese  | Cartoon Network Teletoon |